# Frugate il cielo
Frugate il cielo (Search the Sky) è un romanzo del 1954 degli scrittori statunitensi Frederik Pohl e Cyril M. Kornbluth.

## Trama
L'ex mercante Ross è alla ricerca (grazie a una astronave in grado di viaggiare più veloce della luce, gestita da un'antica società segreta interplanetaria) della soluzione per la decadenza che avvolge tutti i pianeti che sono stati colonizzati dall'uomo. La trova nell'interscambio genetico, nella possibilità di viaggi interstellari, che possono divenire possibili proprio grazie all'astronave guidata da Ross.

## Edizioni
Il romanzo è stato pubblicato dalla Arnoldo Mondadori Editore nell'aprile 1963 nel numero 305 e ristampato nell'agosto 1973 nel numero 624 di Urania (copertine di Karel Thole). È stato poi ristampato nell'aprile/maggio 1986 sul numero 110 dei Classici Urania, con copertina di Vicente Segrelles.
La traduzione è di Beata Della Frattina.
- Frederik Pohl, Cyril M. Kornbluth, Search the Sky, Ballantine Books, 1954.
- Frederik Pohl, Cyril M. Kornbluth, Frugate il cielo, Traduzione di Beata della Frattina, Urania n. 305, Arnoldo Mondadori Editore, 1963.
- Frederik Pohl, Cyril M. Kornbluth, Frugate il cielo, Traduzione di Beata della Frattina, Urania n. 624, Arnoldo Mondadori Editore, 1973.
- Frederik Pohl, Cyril M. Kornbluth, Frugate il cielo, Traduzione di Beata della Frattina, Classici Urania, Arnoldo Mondadori Editore, 1986,  p. 159.
- Frederik Pohl, Cyril M. Kornbluth, Frugate il cielo, Traduzione di Beata della Frattina, Urania Collezione n. 120, Arnoldo Mondadori Editore, 2013,  p. 238.